# Wolfsberg (Sächsische Schweiz)
Der Wolfsberg ist ein 342,9 m hoher Berg in der Sächsischen Schweiz im Freistaat Sachsen.

## Lage
Der Berg liegt unmittelbar südlich von Reinhardtsdorf in der linkselbischen Sächsischen Schweiz. Er bildet den nördlichen Abschluss der Makrogeochore „Wolfsberg-Eisenhübel-Riedelgebiet“, die sich zwischen Reinhardtsdorf, den Zschirnsteinen und dem Gelobtbach erstreckt.

## Naturraum
Der Wolfsberg bildet eine niedrige Kuppe, die sich etwa 30–40 Meter über das Umfeld erhebt. Sie wird aus großbankigen Sandsteinen der Stufe c3 des Oberturon gebildet. Der Berg ist Teil des Landschaftsschutzgebietes d24 „Sächsische Schweiz“.

## Geschichte
Die ursprünglich bewaldete Bergkuppe wurde in den 1850er Jahren gerodet, um sie landwirtschaftlich nutzen zu können. Allerdings blieb der Ertrag hinter den Erwartungen zurück, so dass der Reinhardtsdorfer Schulmeister wieder die Aufforstung veranlasste und an einer Felsenklippe eine mit Baumrinde verschalte hölzerne Hütte (Borkenhäuschen) erbaute. 1865 entstand auf dem Berggipfel ein erstes Gasthaus, das später von Dresdner Künstlern als Sommerresidenz genutzt wurde. Am Ostfuß des Berges wurde 1890 das heute noch bestehende Panoramahotel im Schweizerstil errichtet, dass im Laufe der Zeit baulich erweitert wurde.

## Wege zum Gipfel
Das Berghotel ist über eine Fahrstraße erreichbar, die in einem größeren Bogen von Osten und Süden zum Berg führt.
Als markierter Wanderweg führt die 6. Etappe des Malerweges vom Elbtal in Schmilka-Hirschmühle kommend an der Kaiserkrone vorbei durch Schöna zum Wolfsberg (Entfernung ca. 4,3 Kilometer). Von hier verläuft der Malerweg durch Reinhardtsdorf und über Krippen, Papststein und Gohrisch nach Pfaffendorf (Entfernung ca. 13 Kilometer).
Der von Schmilka zum Wolfsberg verlaufende Wegabschnitt ist gleichzeitig Teil eines rotmarkierten Wanderweges, der vom Wolfsberg weiter über die Zschirnsteine nach Kleingießhübel führt.
Aus westlicher Richtung führen mehrere unmarkierte Waldwege vom Krippenbachtal zum Wolfsberg.

## Aussicht

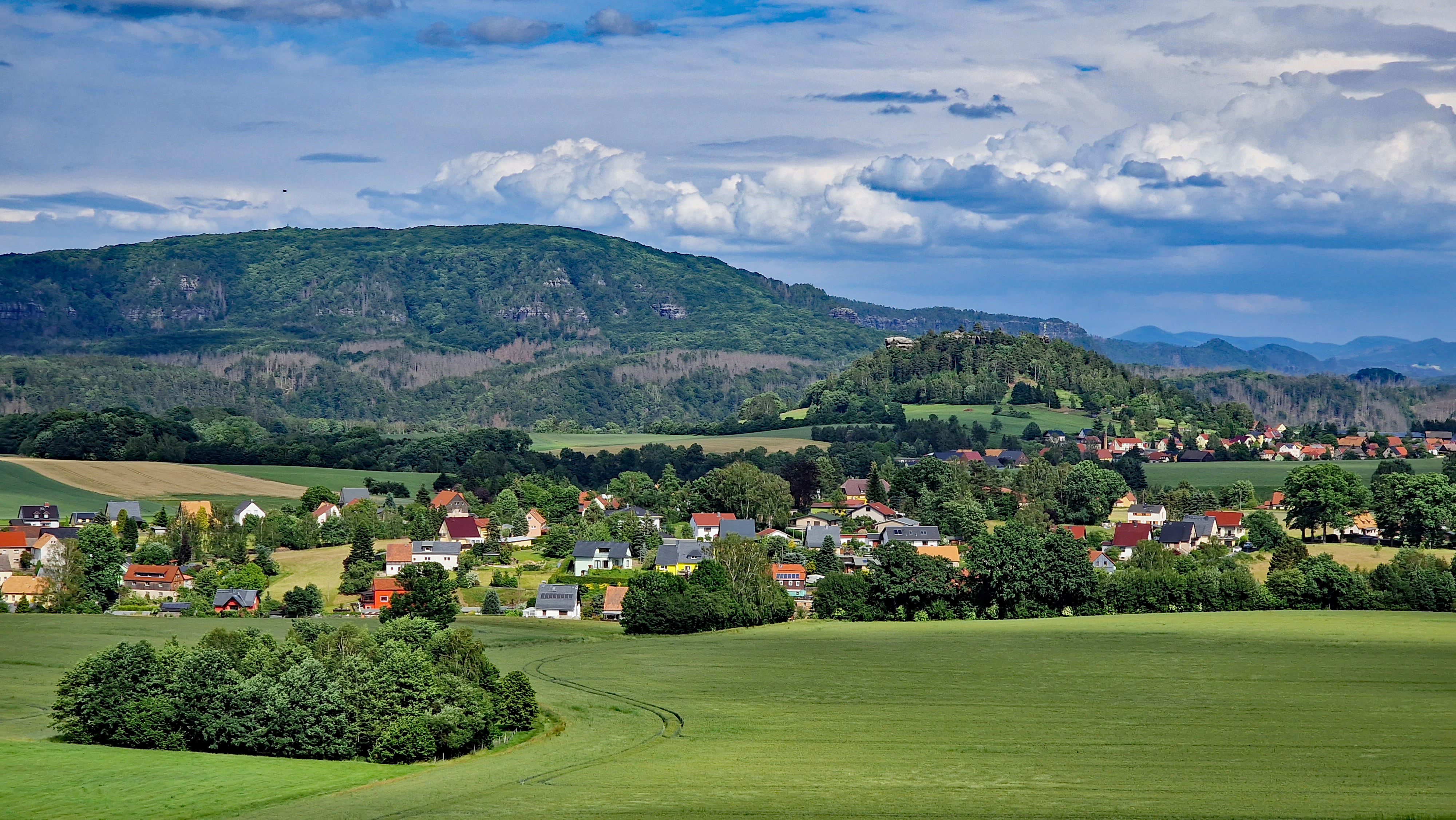
Aussicht vom Hotel Wolfsberg Richtung Süd-Ost

Der Wolfsberg ist insbesondere für seine Aussicht in Richtung Osten bekannt, die sich vom Fuß des Berges bzw. der Terrasse des Panoramahotels bietet. Im Blick liegen dabei die Schrammsteine und der Große Winterberg, die Kaiserkrone und der Zirkelstein im Vordergrund sowie die Berge und Höhen des Lausitzer Gebirges und der Böhmischen Schweiz um Kaltenberg, Rosenberg und Marienfels.